# بوئا
بوئا (به لاتین: Buea) یک شهر در کامرون است که در منطقه جنوب غربی واقع شده‌است. بوئا ۹۰٬۰۸۸ نفر جمعیت دارد و ۸۷۰ متر بالاتر از سطح دریا واقع شده‌است.